# Ґратка E8
Ґратка Е8 або ґратка Коркінас — Золотарьова — коренева ґратка групи {\displaystyle E_{8}}. Вона реалізує в розмірності 8:
- найбільше можливе контактне число;
- найщільніше пакування куль.

Зазвичай позначається {\displaystyle E_{8}}, як і група {\displaystyle E_{8}}.

## Історія
Існування цієї ґратки довів Сміт 1867 року. Першу явну побудову надали Коркін і Золотарьов 1873 року.

## Опис
Ґратку {\displaystyle E_{8}} можна реалізувати як дискретну підгрупу {\displaystyle \mathbb {R} ^{8}} з векторів, що мають такий набір властивостей:
- всі координати будь-якої точки — або цілі числа, або напівцілі числа (тобто ціле число з половиною);
- сума всіх восьми координат є парним цілим числом.

Інакше кажучи,
{\displaystyle E_{8}=\left\{(x_{i})\in \mathbb {Z} ^{8}\cup (\mathbb {Z} +{\tfrac {1}{2}})^{8}:{\textstyle \sum _{i}}x_{i}\equiv 0\;({\mbox{mod }}2)\right\}.}
Неважко перевірити, що сума та різниця будь-яких двох векторів з {\displaystyle E_{8}} міститься в {\displaystyle E_{8}}, отже {\displaystyle E_{8}} є підгрупою {\displaystyle \mathbb {R} ^{8}}.
Ґратку {\displaystyle E_{8}} можна також реалізувати як множину всіх точок в {\displaystyle E'_{8}} у {\displaystyle \mathbb {R} ^{8}} таких, що
- всі координати — цілі числа з парною сумою або
- всі координати — напівцілі з непарною сумою.

Інакше кажучи
{\displaystyle E_{8}'=\left\{(x_{i})\in \mathbb {Z} ^{8}\cup (\mathbb {Z} +{\tfrac {1}{2}})^{8}:{{\textstyle \sum _{i}}x_{i}}\equiv 2x_{1}\equiv 2x_{2}\equiv 2x_{3}\equiv 2x_{4}\equiv 2x_{5}\equiv 2x_{6}\equiv 2x_{7}\equiv 2x_{8}\;({\mbox{mod }}2)\right\}.}
або
{\displaystyle E_{8}'={\biggl \{}(x_{i})\in \mathbb {Z} ^{8}:{{\textstyle \sum _{i}}x_{i}}\equiv 0({\mbox{mod }}2){\biggr \}}\cup {\biggl \{}(x_{i})\in (\mathbb {Z} +{\tfrac {1}{2}})^{8}:{{\textstyle \sum _{i}}x_{i}}\equiv 1({\mbox{mod }}2){\biggr \}}.}
Ґратки {\displaystyle E_{8}} і {\displaystyle E'_{8}} ізоморфні, одну можна отримати з іншої, змінивши знак однієї з координат.

## Властивості

### Характеризація
Ґратку {\displaystyle E_{8}} можна охарактеризувати як єдину ґратку в {\displaystyle \mathbb {R} ^{8}}, що має такі властивості:
- Це унімодулярна ґратка, тобто
  - з її базису можна скласти матрицю {\displaystyle 8\times 8} із визначником ±1.
  - Інакше кажучи, об'єм фундаментальної області цієї ґратки дорівнює 1.
  - Еквівалентно, {\displaystyle E_{8}} є самодвоїстою, тобто вона збігається зі своєю оберненою ґраткою.
- Ця ґратка парна, тобто норма будь-якого її вектора — парне ціле число.

Парні унімодулярні ґратки існують тільки в розмірностях, кратних 8. У розмірності 16 таких ґраток дві: {\displaystyle E_{8}\oplus E_{8}} і {\displaystyle D_{16}^{+}} (остання будується аналогічно {\displaystyle E_{8}} у розмірності 16). У розмірності 24 існує 24 такі ґратки, найважливішою з них є ґратка Ліча.

### Базис
Один із можливих базисів для {\displaystyle E_{8}} задається стовпцями такої верхньотрикутної матриці
{\displaystyle \left[{\begin{smallmatrix}2&-1&0&0&0&0&0&1/2\\0&1&-1&0&0&0&0&1/2\\0&0&1&-1&0&0&0&1/2\\0&0&0&1&-1&0&0&1/2\\0&0&0&0&1&-1&0&1/2\\0&0&0&0&0&1&-1&1/2\\0&0&0&0&0&0&1&1/2\\0&0&0&0&0&0&0&1/2\end{smallmatrix}}\right].}
Тобто {\displaystyle E_{8}} складається з усіх цілих лінійних комбінацій стовпців. Усі інші базиси виходять з одного множенням праворуч на матрицю GL(8, Z).

### Мінімальна норма
Найкоротший ненульовий вектор {\displaystyle E_{8}} має норму 2, всього ґратка містить 240 таких векторів. Ці вектори утворюють кореневу систему групи {\displaystyle E_{8}}. Тобто ґратка {\displaystyle E_{8}} є кореневою ґраткою {\displaystyle E_{8}}. Будь-який вибір із 8 простих коренів дає базис {\displaystyle E_{8}}.

### Фундаментальна область
Комірками Вороного ґратки {\displaystyle E_{8}} є стільник {\displaystyle 5_{21}}.

### Група симетрій
Група симетрій ґратки в Rn визначається як підгрупа ортогональної групи O(n), яка зберігає ґратку. Група симетрій ґратки {\displaystyle E_{8}} породжена відбиттями в гіперплощинах, ортогональних 240 кореням ґратки. Її порядок дорівнює
{\displaystyle |W(\mathrm {E} _{8})|=696729600=4!\cdot 6!\cdot 8!.}
Ця група містить підгрупу порядку 128 8!, що складається з усіх перестановок координат та парного числа змін знаків. Повна група симетрій породжується цією підгрупою та блоково-діагональною матрицею {\displaystyle H_{4}\oplus H_{4}}, де {\displaystyle H_{4}} — матриця Адамара
{\displaystyle H_{4}={\tfrac {1}{2}}\left[{\begin{smallmatrix}1&1&1&1\\1&-1&1&-1\\1&1&-1&-1\\1&-1&-1&1\\\end{smallmatrix}}\right].}

### Пакування куль
У задачі про пакування куль питається, як найщільніше упакувати без накладань кулі фіксованого радіуса в простір. У R8 розміщення куль радіуса {\displaystyle 1/{\sqrt {2}}} у точках ґратки {\displaystyle E_{8}} дає пакування найбільшої щільності, що дорівнює
{\displaystyle {\frac {\pi ^{4}}{2^{4}4!}}\cong 0.25367.}
Те, що ця щільність найбільша для ґратчастих пакувань, було відомо давно. Крім того, було відомо, що така ґратка єдина з точністю до подібності. Марина Вязовська нещодавно довела, що це пакування є оптимальним навіть серед усіх пакувань.
Розв'язки задачі пакування куль відомі тільки в розмірностях 1, 2, 3, 8, і 24. Той факт, що розв'язки відомі в розмірностях 8 і 24, пов'язаний з особливими властивостями ґратки {\displaystyle E_{8}} та її 24-вимірного аналога — ґратки Ліча.

### Контактне число
У задачі про контактне число запитується, яка найбільша кількість куль фіксованого радіуса може торкнутися центральної кулі такого ж радіуса. У розмірності 8 відповідь — 240; таку конфігурацію можна отримати, якщо розмістити кулі в точках ґратки {\displaystyle E_{8}} із мінімальною нормою. Це доведено 1979 року.
Розв'язки задачі про контактне число відомі тільки в розмірностях 1, 2, 3, 4, 8, і 24. Той факт, що розв'язки відомі в розмірностях 8 і 24, також пов'язаний із особливими властивостями ґратки {\displaystyle E_{8}} та її 24-вимірного аналога — ґратки Ліча.

### Тета-функція
Тета-функція ґратки Λ визначається як сума
{\displaystyle \Theta _{\Lambda }(\tau )=\sum _{x\in \Lambda }e^{i\pi \tau \|x\|^{2}}\qquad \mathrm {Im} \,\tau >0.}
Вона є голоморфною функцією на верхній півплощині. Крім того, тета-функція парної унімодулярної ґратки рангу {\displaystyle n} є модульною формою ваги {\displaystyle n/2}.
З точністю до нормалізації є єдина модульна форма ваги 4: це ряд Ейзенштейна {\displaystyle G_{4}(\tau )}. Тобто тета-функція ґратки {\displaystyle E_{8}} має бути пропорційною {\displaystyle G_{4}(\tau )}. Це дає
{\displaystyle \Theta _{E_{8}}(\tau )=1+240\sum _{n=1}^{\infty }\sigma _{3}(n)q^{2n}}
де {\displaystyle \sigma _{3}(n)} є функцією дільників s {\displaystyle q=e^{i\pi \tau }}.
Звідси випливає, що число векторів норми {\displaystyle 2n} у ґратках {\displaystyle E_{8}} дорівнює {\displaystyle 240\cdot }(сума кубів дільників {\displaystyle n}). Це послідовність A004009 з Онлайн енциклопедії послідовностей цілих чисел, OEIS:
{\displaystyle \Theta _{E_{8}}(\tau )=1+240\,q^{2}+2160\,q^{4}+6720\,q^{6}+17520\,q^{8}+30240\,q^{10}+60480\,q^{12}+O(q^{14}).}
Тета-функцію ґратки {\displaystyle E_{8}} можна записати в термінах тета-функцій Якобі:
{\displaystyle \Theta _{E_{8}}(\tau )={\frac {1}{2}}\left(\theta _{2}(q)^{8}+\theta _{3}(q)^{8}+\theta _{4}(q)^{8}\right)}
де
{\displaystyle \theta _{2}(q)=\sum _{n=-\infty }^{\infty }q^{(n+{\frac {1}{2}})^{2}}\qquad \theta _{3}(q)=\sum _{n=-\infty }^{\infty }q^{n^{2}}\qquad \theta _{4}(q)=\sum _{n=-\infty }^{\infty }(-1)^{n}q^{n^{2}}.}

### Код Гемінга
Код Гемінга {\displaystyle H(8,4)} — це двійковий код довжини 8 і 4-го рангу; тобто, це 4-вимірний підпростір фінітного векторного простору (F2)8. Записавши елементи (F2)8 як 8-бітові цілі числа в шістнадцятковій системі, код {\displaystyle H(8,4)} можна явно подати як
{00, 0F, 33, 3C, 55, 5A, 66, 69, 96, 99, A5, AA, C3, CC, F0, FF}.
Код {\displaystyle H(8,4)} є самодвоїстим кодом типу II. Він має мінімальну вагу Гемінга 4; це означає, що будь-які два кодові слова відрізняються принаймні 4-ма бітами. Це найбільший двійковий код довжини 8 з такою властивістю.
За двійковим кодом {\displaystyle C} довжини {\displaystyle n} можна побудувати ґратку {\displaystyle \Lambda }, взявши множину векторів {\displaystyle x\in \mathbb {Z} ^{n}} таких, що {\displaystyle x} збігається (за модулем 2) з кодовими словами із {\displaystyle C}. Часто зручно масштабувати {\displaystyle \Lambda } з коефіцієнтом {\displaystyle 1/{\sqrt {2}}},
{\displaystyle \Lambda ={\tfrac {1}{\sqrt {2}}}\left\{x\in \mathbb {Z} ^{n}:x\,{\bmod {\,}}2\in C\right\}.}
Застосування цієї конструкції до самодвоїстого коду типу II дає парну, унімодулярну ґратку. Зокрема, для коду Гемінга {\displaystyle H(8,4)} отримуємо ґратку {\displaystyle E_{8}}.
Задача відшукання явного ізоморфізму між отриманою ґраткою і ґраткою {\displaystyle E_{8}}, визначеною вище, не цілком тривіальна.

### Цілі октоніони
Ґратка {\displaystyle E_{8}} використовується при визначенні цілих октоніонів аналогічно цілим кватерніонам.
Цілі октоніони, природно, утворюють ґратку в O. Ця ґратка подібна до ґратки {\displaystyle E_{8}} із коефіцієнтом {\displaystyle 1/{\sqrt {2}}}. (Мінімальна норма у цілих октоніонах дорівнює 1, а не 2).
Цілі октоніони утворюють неасоціативне кільце.

## Застосування
- 1982 року Фрідман побудував топологічний чотиривимірний многовид, званий {\displaystyle E_{8}}-многовидом, чия форма перетинів задається ґраткою {\displaystyle E_{8}}. Цей многовид є прикладом топологічного многовиду, який допускає гладку структуру і навіть тріангульовний.
- У теорії струн гетеротична струна — це своєрідний гібрид 26-вимірних бозонних струн і 10-вимірних суперструн. Для того, щоб теорія працювала правильно, 16 зайвих розмірностей мають бути компактифіковані парними унімодулярними ґратками рангу 16. Є дві такі ґратки: {\displaystyle E_{8}\oplus E_{8}} і {\displaystyle D_{16}^{+}} (побудована аналогічно {\displaystyle E_{8}}). Це приводить до двох версій гетеротичних струн, відомих як {\displaystyle E_{8}\times E_{8}} та {\displaystyle SO(32)}.